# Araucaria cunninghamii
Araucaria cunninghamii är en barrträdart som beskrevs av William Aiton och Allan Cunningham. Araucaria cunninghamii ingår i släktet Araucaria och familjen Araucariaceae. IUCN kategoriserar arten globalt som livskraftig.

## Underarter
Arten delas in i följande underarter:
- A. c. cunninghamii
- A. c. papuana

## Bildgalleri

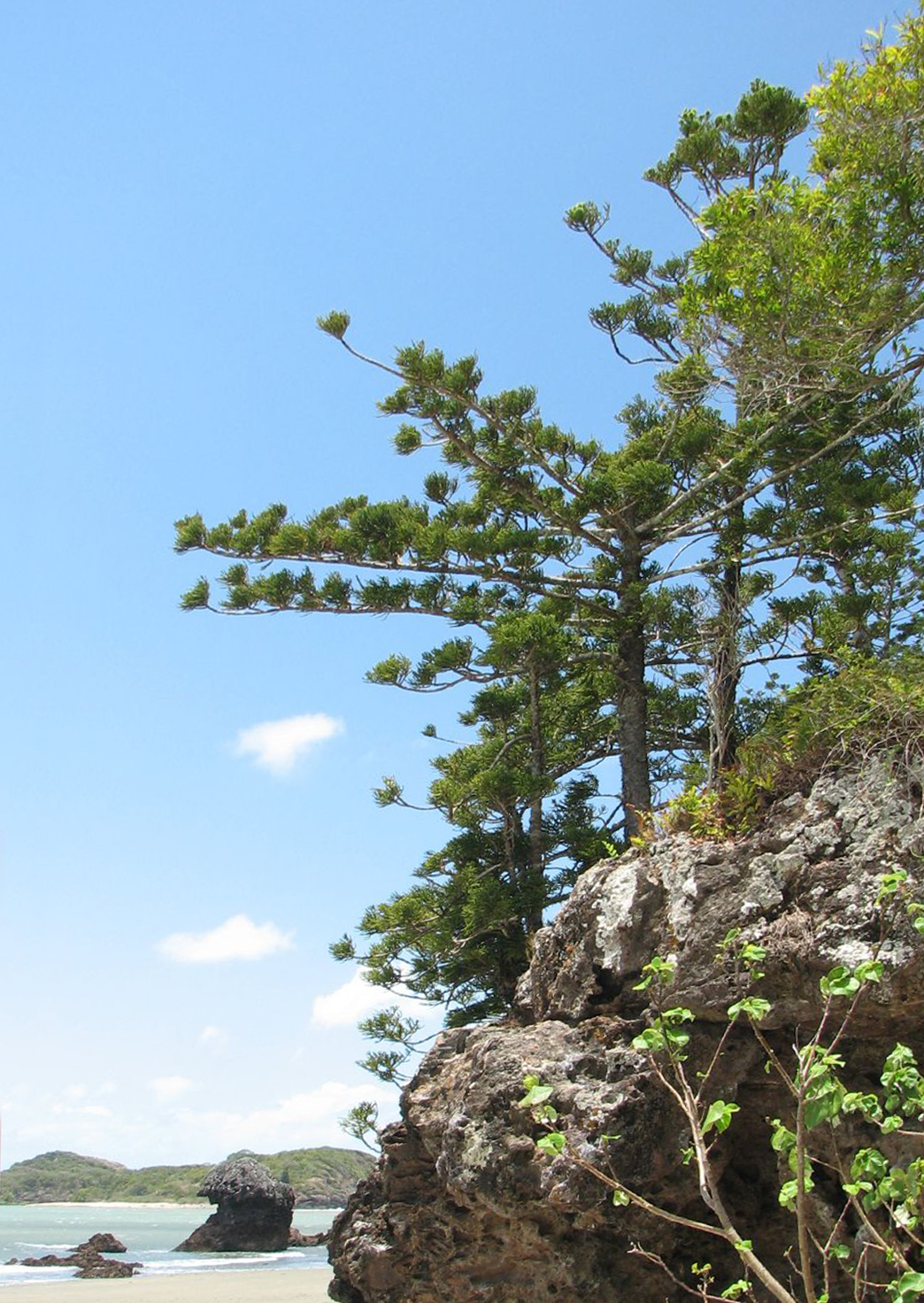
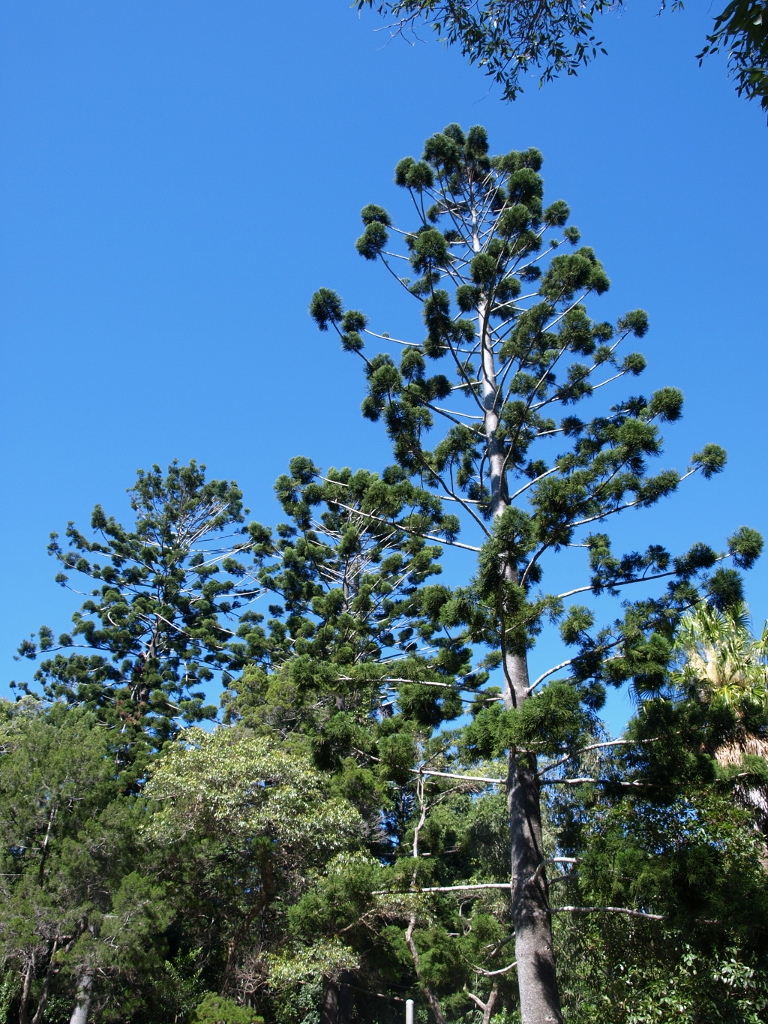
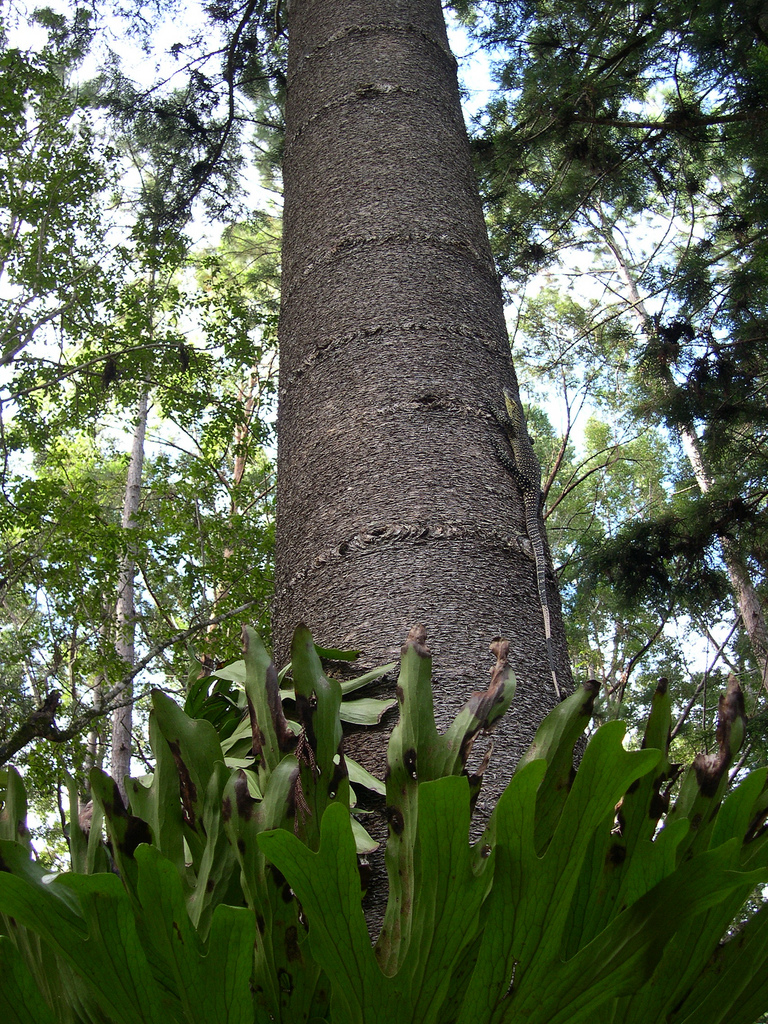
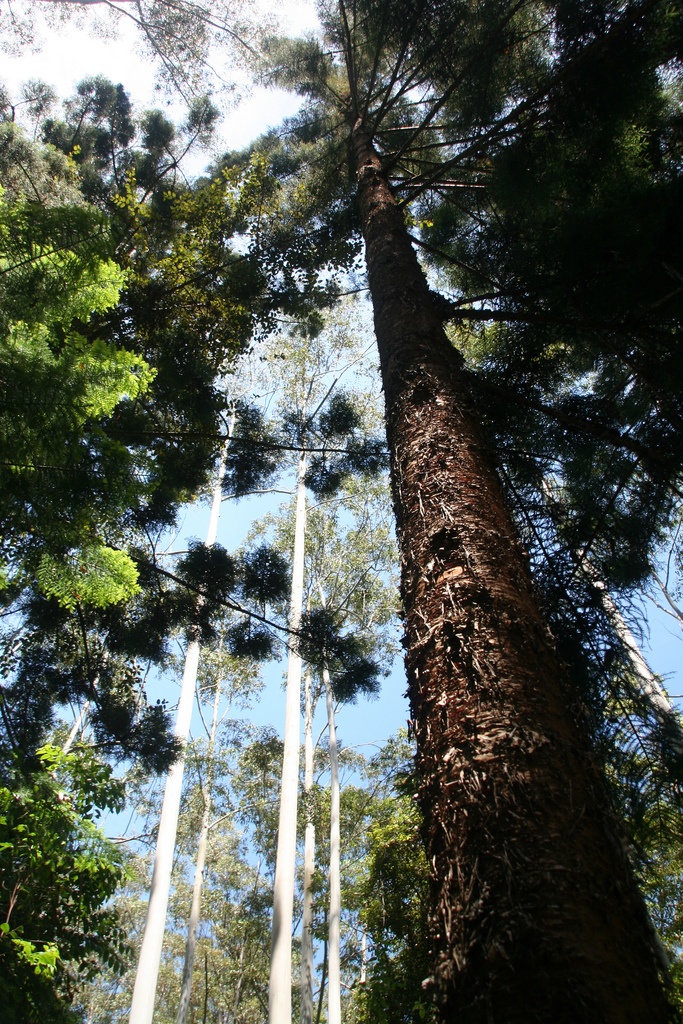
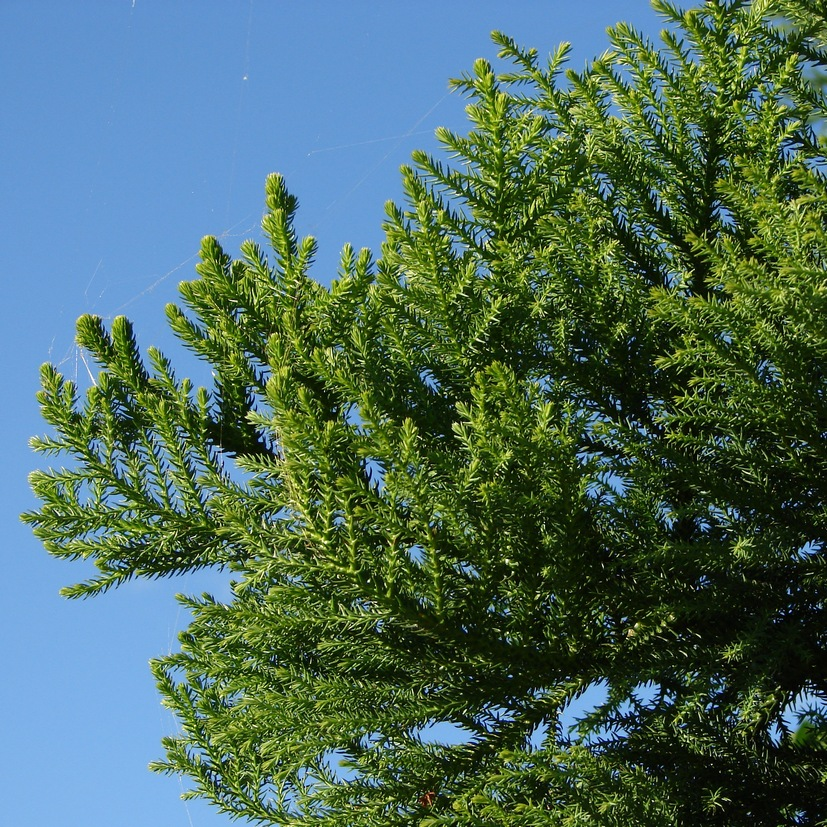
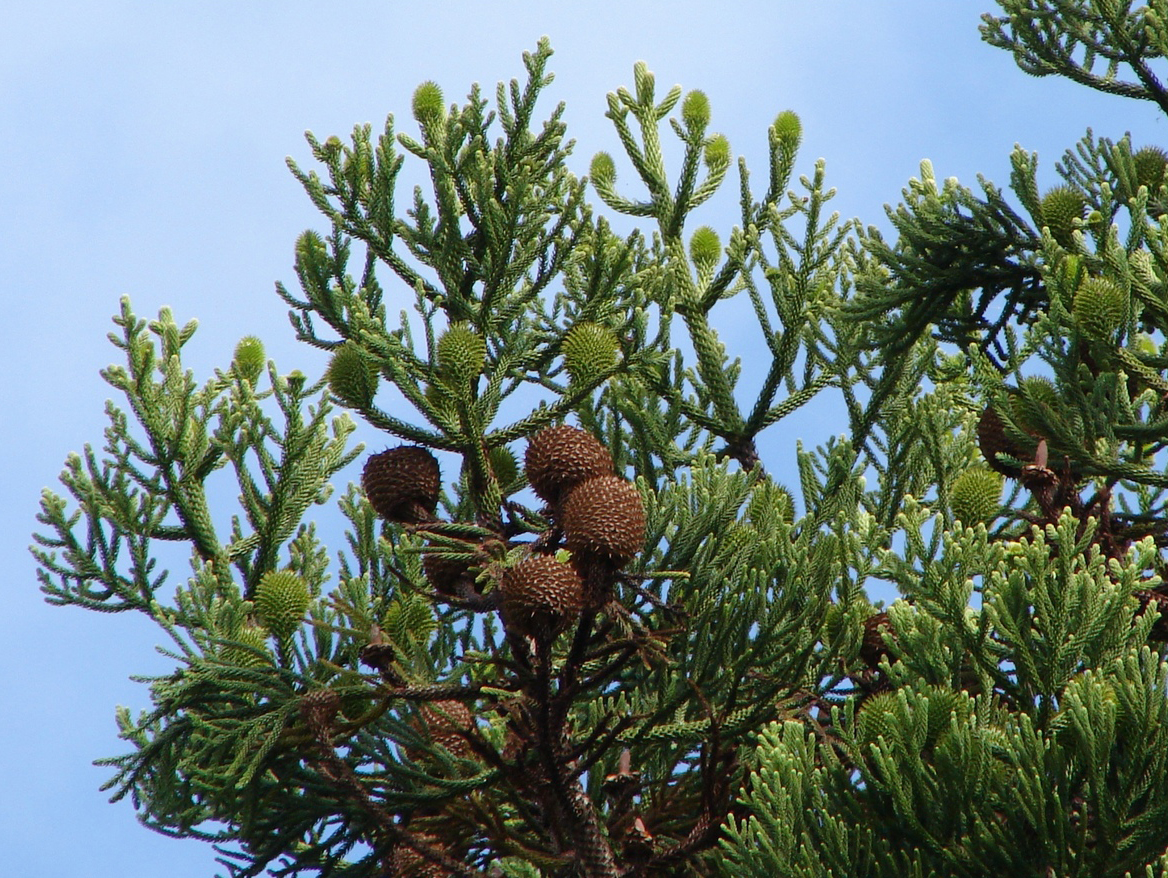